# Jean-François Christophe (général)
Pour les articles homonymes, voir Christophe.
Ne doit pas être confondu avec Nicolas-François Christophe.
Jean François Christophe, né le 16 juillet 1772 à Nancy (Meurthe-et-Moselle), mort le 8 janvier 1827 à Vaux de Cernay (Yvelines), est un général français de la révolution et de l’Empire.
Il ne doit pas être confondu avec son frère, Nicolas-François, baron Christophe (1770-1839), autre général français de la Révolution et de l’Empire qui a également commencé sa carrière dans le 2e régiment de hussards.

## État des services
Il entre en service le 4 juillet 1792, comme sous-lieutenant au 2e régiment de hussards, et au mois de décembre 1792, il quitte la France pour se mettre au service des princes. 
Rentré en France après le licenciement de l’armée royale, il est nommé lieutenant au 8e régiment de hussards. Promu capitaine quelque temps après, il est fait chevalier de la Légion d’honneur le 17 janvier 1805. 
En 1806, il est aide de camp du maréchal Davout, et le 23 juillet 1809, il est promu officier de la Légion d’honneur. Nommé colonel le 9 janvier 1811, il est affecté au 4e régiment de hussards, et il participe à la campagne d’Espagne, sous les ordres du maréchal Suchet de 1811 à 1813. Il est fait baron de l’Empire par lettres patentes en date du 12 février 1812, et confirmé par ordonnance royale du 16 juin 1818.
Confirmé dans son grade par le roi Louis XVIII, il est fait chevalier de Saint-Louis et élevé au rang de commandeur de la Légion d’honneur le 14 février 1815.
Il est promu général de brigade le 30 mars 1815, pendant les Cent-Jours, et il est admis à la retraite en 1821, avec le grade de colonel de hussards.
Il meurt le 8 janvier 1827 à Vaux de Cernay.

## Dotation
- Le 19 mars 1808, donataire d’une rente de 2 000 francs sur le Trasimène.

## Armoiries
| Figure | Nom du baron et blasonnement |
| ------ | --- |
|        | Armes du baron Jean François Christophe et de l'Empire, lettres patentes du 12 février 1812, commandeur de la Légion d'honneur Parti d'or et d'argent au comble retrait d'azur, chargé de trois étoiles d'or, l'or à trois tubes de canon en pal de sable ; l'argent au dextrochère armé tenant une épée de sable, le tout rehaussé d'or : franc-quartier des barons tirés de l'armée brochant au neuvième de l'écu. Pour livrées : les couleurs de l'écu. |

## Sources
- Thierry Pouliquen, « Les généraux français et étrangers ayant servis [sic] dans la Grande Armée » (consulté le 17 juillet 2013)
- Jean-François Christophe sur roglo.eu
- Annales de la littérature et des arts, J.C Trouvé, janvier 1827, 518 p. (lire en ligne), p. 391.
- Vicomte Révérend, Armorial du premier empire, tome 1, Honoré Champion, libraire, Paris, 1897, p. 224.